# Selección de baloncesto de Zimbabue
La selección de baloncesto de Zimbabue, conocida anteriormente como selección de baloncesto de Rodesia del Sur, es el equipo formado por jugadores de nacionalidad zimbabuense que representa a la Unión de Baloncesto de Zimbabue en las competiciones internacionales organizadas por la Federación Internacional de Baloncesto (FIBA) o el Comité Olímpico Internacional (COI): los Juegos Olímpicos, la Copa Mundial de Baloncesto y el AfroBasket.

## Historia
Fue creada en el año 1962 y formaba parte de FIBA Europa como miembro del Reino Unido hasta que se convirtió en una de las naciones fundadoras de FIBA África.
Su primera aparición en una competición oficial fue en el AfroBasket de 1981 jugado en Mogadiscio, Somalia en donde terminaron en undécimo lugar. Su primera participación en los Juegos Panafricanos fue en la edición de 1987 celebrados en Kenia en donde fueron eliminados en la fase de grupos. También participaron en la edición de 1995 como país organizador, en donde no pudieron superar la primera ronda.
En 2015 clasifican por segunda ocasión al AfroBasket que se jugó en Radès, Túnez en donde terminaron en último lugar.

## Historial

### Copa Mundial
Resultado General: No ocupa puesto
| Copa Mundial de Baloncesto |
| --- |
| - 1950: No calificó - 1954: No calificó - 1959: No calificó - 1963: No calificó - 1967: No calificó - 1970: No calificó - 1974: No calificó - 1978: No calificó - 1982: No calificó - 1986: No calificó - 1990: No calificó - 1994: No calificó - 1998: No calificó - 2002: No calificó - 2006: No calificó - 2010: No calificó - 2014: No calificó - 2019: No calificó - 2023: No calificó - 2027: TBD |

### Juegos Olímpicos
| Baloncesto en los Juegos Olímpicos |
| --- |
| - Berlín 1936: No calificó - Londres 1948: No calificó - Helsinki 1952: No calificó - Melbourne 1956: No calificó - Roma 1960: No calificó - Tokio 1964: No calificó - México 1968: No calificó - Múnich 1972: No calificó - Montreal 1976: No calificó - Moscú 1980: No calificó - Los Ángeles 1984: No calificó - Seúl 1988: No calificó - Barcelona 1992: No calificó - Atlanta 1996: No calificó - Sídney 2000: No calificó - Atenas 2004: No calificó - Pekín 2008: No calificó - Londres 2012: No calificó - Río 2016: No calificó - Tokio 2020: No calificó - París 2024: No calificó |

### AfroBasket
| Afrobasket | Afrobasket  | Afrobasket | Afrobasket  | Afrobasket | Afrobasket  |
| ---------- | ----------- | ---------- | ----------- | ---------- | ----------- |
| 1962:      | No calificó | 1964:      | No calificó | 1965:      | No calificó |
| 1968:      | No calificó | 1970:      | No calificó | 1972:      | No calificó |
| 1974:      | No calificó | 1975:      | No calificó | 1978:      | No calificó |
| 1980:      | No calificó | 1981:      | 11° Lugar   | 1983:      | No calificó |
| 1985:      | No calificó | 1987:      | No calificó | 1989:      | No calificó |
| 1992:      | No calificó | 1993:      | No calificó | 1995:      | No calificó |
| 1997:      | No calificó | 1999:      | No calificó | 2001:      | No calificó |
| 2003:      | No calificó | 2005:      | No calificó | 2007:      | No calificó |
| 2009:      | No calificó | 2011:      | No calificó | 2013:      | No calificó |
| 2015:      | 16° Lugar   | 2017:      | No calificó |            |             |